# СФЭС Бенбан
СФЭС Бенбан (арабский: محطة بنبان للطاقة الشمسية‎) — египетская солнечная фотоэлектрическая электростанция (СФЭС) с общей номинальной мощностью 1,65 ГВт и годовым производством электричества 3,8 млрд. кВт⋅ч. СФЭС расположена в Бенбане мухафазы Асуан в 650 км к югу от Каира и в 40 км к северо-западу от Асуана.
В 2023 году является второй по мощности фотоэлектрической станцией в мире и четвёртой среди всех электростанций, которые комбинируют разные способы получения электричества из солнечного излучения. Солнечный парк настолько велик, что его видно из космоса.

## Основные сведения
СФЭС Бенбан расположена на площади 37,2 км², которая разделена на 41 отдельный участок в 4 ряда, каждый из которых имеет площадь от 0,3 км² до 1 км². Все участки солнечных панелей подключены к сети высокого напряжения через четыре подстанции, построенные Египетской компанией по передаче электроэнергии (EETC). Эти подстанции, в свою очередь, подключены к существующей линии 220 кВ, которая проходит рядом с площадкой СФЭС Бенбан на расстоянии примерно 12 км. На более позднем этапе EETC может также построить дополнительное подключение к соседней линии 500 кВ.
Согласно измерениям, представленным в отчёте об экологической и социальной оценке, ресурс солнечной площадки составляет примерно 2 300  кВт⋅ч/(м²•год). Если предположить, что пиковая инсоляция составляет 1 000 Вт/м², это соответствует потенциальному коэффициенту мощности установки примерно в 26 %, то есть ожидаемый КИУМ составляет 26 %. При использовании запланированной мощности 1,8 ГВт ожидаемое годовое производство энергии составит чуть более 4 млрд. кВт⋅ч/год.